# Daar gaat mijn grootpapa
Daar gaat mijn grootpapa is een single van Rocco Granata. Het liedje is een eerbetoon aan zijn vrolijke opa. Het is afkomstig van zijn langspeelplaat Ik ben een gastarbeider.
Overeenkomstig de tekst is het liedje opgenomen met een fanfare.

## Hitnotering
Het liedje haalde alleen een bescheiden notering in de Vlaamse hitparade als een van de twaalf singles die er uiteindelijk in zouden staan. Het verkocht net iets beter dan de voorganger Dansen op de daken dat maar één week genoteerd stond. Granata haalde wel enige successen in Nederland, maar deze single werd te weinig verkocht om de Nederlandse hitparades te halen.

### BelgischeBRT Top 30
| Hitnotering: 29-12-1973 t/m 18-1-1974 | Hitnotering: 29-12-1973 t/m 18-1-1974 | Hitnotering: 29-12-1973 t/m 18-1-1974 | Hitnotering: 29-12-1973 t/m 18-1-1974 |     |
| Week:                                 | 1                                     |                                       | 2                                     |     |
| ------------------------------------- | ------------------------------------- | ------------------------------------- | ------------------------------------- | --- |
| Positie:                              | 27                                    | x                                     | 27                                    | uit |